# Округ Рокингхам (Њу Хемпшир)
Рокингхам (енгл. Rockingham County) је округ у америчкој савезној држави Њу Хемпшир.

## Демографија
По попису из 2010. године број становника је 295.223, што је 17.864 (6,4%) становника више него 2000. године.
| Група             | 2000.           | 2010.           |
| Белци             | 266.424 (96,1%) | 278.011 (94,2%) |
| Афроамериканци    | 1.619 (0,6%)    | 1.996 (0,7%)    |
| Азијати           | 3.084 (1,1%)    | 4.943 (1,7%)    |
| Хиспаноамериканци | 3.314 (1,2%)    | 6.142 (2,1%)    |
| Укупно            | 277.359         | 295.223         |